# Josef Laufer

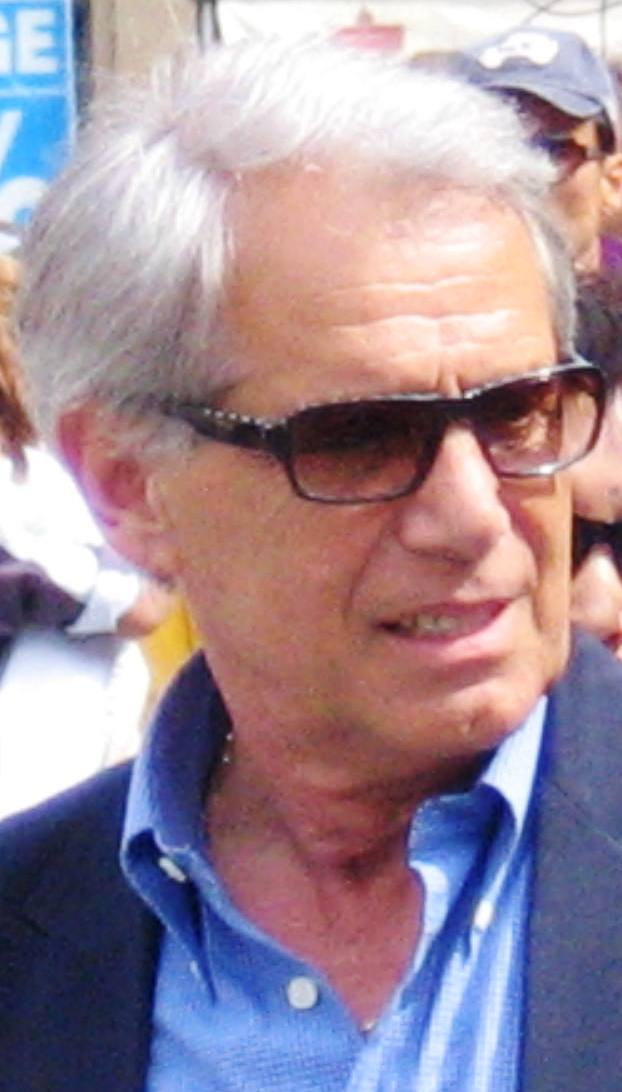
Josef Laufer (2009)

Josef Laufer (* 11. August 1939 in Les Sables-d’Olonne; † 20. April 2024) war ein tschechischer Sänger, Schauspieler, Autor, Moderator und Entertainer. Sein voller Name lautete Don José Pedro Rodriguez de Montagnes de Laufer.

## Leben und Karriere
Sein Vater, der Arzt Maxim Laufer, der jüdische Wurzeln hatte, war im Jahr 1936 nach Spanien gegangen, um im spanischen Bürgerkrieg an der Seite der Republikaner als Mitglied der Internationalen Brigaden  gegen die Putschisten von Franco zu kämpfen. Dort hatte er die Krankenschwester Edelmiro Perez de Montañez geheiratet. 1939 ging die Familie nach England, wo der Vater als Militärarzt für die Royal Air Force arbeitete. 1947 ging Maxim Laufer mit seiner Frau und den Kindern in seine Heimat, die Tschechoslowakei, und wohnte ab 1950 in Prag, wo er als Kinderorthopäde arbeitete.
Josef Laufer erhielt bei TESLA in Vrchlabí eine Berufsausbildung und arbeitete anschließend in einem Institut für Vakuumtechnik in Prag. Während seines Wehrdienstes begann er in einer Laienspielgruppe Theater zu spielen und widmete sich dabei besonders der Pantomime. Nach der Armeezeit hatte er Gastauftritte am Prager ABC-Theater und arbeitete als Übersetzer für spanisch.
Er studierte an der Theaterfakultät der Akademie der Musischen Künste in Prag (DAMU). Während des Studiums gründete er die Pantomimengruppe RADAR. In dieser Zeit begann seine Künstlerkarriere mit Auftritten in Theater, Film und Fernsehen sowie als Sänger und Entertainer. Unter anderem erhielt er eine der Hauptrollen im tschechoslowakischen Musical „Gentlemani“. Im Jahr 1965 schloss er sein Schauspielstudium ab. Ab Ende der 1960er-Jahre trat Laufer bei zahlreichen in- und ausländischen Unterhaltungsshows auf und nahm mehrere Schallplatten auf. Mit seiner eigenen Band „Golem“ ging er in Ost- und Westeuropa auf Tournee. Daneben arbeitete er als Drehbuchautor und Regisseur fürs Fernsehen. In den 1980er-Jahren spielte er die Hauptrolle des Egon Erwin Kisch im TV-Mehrteiler „Tržiště senzací“, der im deutschen Fernsehen unter dem Titel „Marktplatz der Sensationen“ lief. Laufer trat auch im Prager Theater Semafor auf.
Seiner Popularität schadete jedoch die recht kontroverse Affäre mit seinem Song Dopis Svobodné Evropě (Brief an das Radio Freies Europa) von 1976, in dem er den tschechoslowakischen kommunistischen Geheimdienstagenten Pavel Minařík lobte. Josef Laufer wurde in der Liste der Mitarbeiter der kommunistischen Geheimpolizei (StB) als Treuhänder unter dem Codenamen Vostrý, Registriernummer 14 07, geführt.
Ab 1969 war Josef Laufer mit der Kostümbildnerin Irena Greifová verheiratet und hat mit ihr eine Tochter.
Am 20. April 2024 starb er im Alter von 84 Jahren.

## Diskografie

### Soloalben
- 1968: Many Faces. Panton.
- 1976: Dospělým dětem. Panton.
- 1982: Super Show with Rockin' Joe.
- 1992: Ty jsi slíbil, že mi povíš. FONTANA.
- 1993: Největší hity. Panton (Greatest Hits).
- 2000: Siesta. DMC (Werbung für Haushaltswarenhersteller).
- 2001: Siesta. DMC.
- 2003: Sbohem, lásko, já jedu dál.
- 2005: For Dancing. Multisonic.
- 2006: Pop galerie. Supraphon.
- 2007: Za 5. mílí. Ag Lama.

### Golem
- 1972: Komediant. Panton.
- 1979: Průlet životem. Panton.
- 1983: Důvěrně známý. Panton.
- 1998: For dancing. DMC (Golem Orchestra and Josef Laufer).

## Filmografie (Auswahl)
- 1964: Hopfenpflücker (Starci na chmelu)
- 1974: Eine Nacht auf Karlstein (Noc na Karlstejne)
- 1975: Das Sonderkommando (Operation: Daybreak)
- 1976: Die Herren Buben (Páni kluci)
- 1978: Die Schöne und das Ungeheuer (Panna a netvor)
- 1979: Drei Musketiere mit Diplom (Inzenýrská odysea)
- 1991: Der letzte Schmetterling (Poslední motýl)
- 1995: Dangerous Prey
- 1995: Der Schlüssel zum Glück (Tajomstvo stastia)